# Il Watzmann
Il Watzmann (in tedesco Der Watzmann) è un dipinto ad olio su tela del 1824-1825 di Caspar David Friedrich, che mostra la montagna Watzmann vista da Berchtesgaden a nord-est. Il quadro è in mostra nell'Alte Nationalgalerie di Berlino.
Fu acquisito nel 1832 dal senatore Carl Friedrich Pogge von Greifswald, poi da Adolf Gustav Barthold Georg von Pressentin (1814-1879), che viveva a Rostock. Dopo la morte di von Pressentin fu acquistato da Martin Brunn, un collezionista d'arte ebreo che viveva a Berlino. Le leggi razziali naziste lo costrinsero a fuggire dalla Germania e la vendette all'Alte Nationalgalerie di Berlino nel 1937 per 25.000 reichsmark per finanziare la fuga della sua famiglia negli Stati Uniti. Sperando di esporlo nel Berghof, la sua casa a Berchtesgaden, Adolf Hitler concesse 10.000 reichsmark per il prezzo di acquisto, ma lo stato considerava il dipinto parte della "Tassa di proprietà ebraica". Nel 2002 la  Fondazione del patrimonio culturale prussiano e gli eredi di Brunn hanno negoziato un compromesso, per cui alla DekaBank è stato permesso di acquistare il dipinto dai suoi eredi per meno del suo valore di mercato e poi rimetterlo nella Nationalgalerie come prestito a lungo termine.